# Phoenix Games
Phoenix Games war ein niederländischer Videospiel-Publisher, der Titel für die PlayStation 2, Nintendo DS, Microsoft Windows, DVD und die Wii veröffentlicht hat. Sie veröffentlichten auch Filme des deutschen Animationsstudios Dingo Pictures auf Videospielkonsolen. Das deutsche Videogamearchiv gibt an, dass Phoenix Games allein auf der PlayStation 2 99 Spiele veröffentlicht hat.

## Phoenix Games Group
Phoenix Games bestand aus drei Unternehmen, Phoenix Games B.V., Phoenix Games LTD und Phoenix Games Asia. Die Gruppe war 2005 Aussteller auf der Spielemesse E3.

### Phoenix Games B.V.
Gegründet im Mai 2002 von Willie Horden und Paul and Steve Share. Sie waren Aussteller auf der E3 2006. Sie befand sich in De Pinckart 46 g, 5674 CC Nuenen, Niederlande.
Phoenix Games BV meldete am 3. August 2010 Insolvenz an. Am 27. März 2012 wurde die Insolvenz ausgesetzt, um einen Einnahmeverzug zu vermeiden.

### Phoenix Games LTD
Phoenix Games LTD ist nach wie vor ein im Vereinigten Königreich registriertes Unternehmen mit Sitz in 48 Boundary Rd, Newark, Notts, Vereinigtes Königreich, NG24 4AL. Die ursprüngliche Adresse war 53 Malcolm Way, Snaresbrook, London E11 1PW.

### Phoenix Games Asia
Der Sitz von Phoenix Games Asia befand sich in 24 Sukhumvit, Soi 11, Einheit 3B, Sukhumvit Road, Bangkok 10110, Thailand, Klongtoey Nua, Wattana. Es ist nicht bekannt, ob diese Firma noch existiert oder ob und wann sie geschlossen wurde.

## Filme
Phoenix Games sicherte sich Rechte zur Veröffentlichung von diversen Animationsfilmen. Darunter viele Filme des deutschen Animationsstudios Dingo Pictures. Die Veröffentlichungen erfolgten nicht auf DVD, sondern zusammen mit Puzzles und einem virtuellen Malbuch auf diversen Konsolen. Viele Filme wurden auf der PlayStation 2 Compilation Cartoon Kingdom wiederveröffentlicht.

## Spiele
Die Entwicklung der Titel des Unternehmens dauerte, laut eigener Aussage, nur ca. drei bis fünf Monate. Veröffentlicht wurden diese Spiele auf Nintendo DS, Wii, Playstation, Playstation 2, PC und DVD. Ab 2005 planten sie, auch Spiele für die PlayStation Portable zu veröffentlichen. Die ursprünglichen Ladenpreise der Spiele lagen zwischen 6,99 und 12,99 GBP. In Deutschland lagen die Spiele bei ca. 20 € In Italien hat das Unternehmen Db-line die Filme und Spiele bis 2007 vertrieben. In Spanien wurden einige Spiele von Atari vertrieben. Die meisten Spiele erhielten schlechte Bewertungen in der Fachpresse und bei Spielern zugleich. Das 2004 auf der Playstation 2 veröffentlichte Spiel Paccie gilt aktuell als verloren.

## Anderes
- Alle 99 PS2-Cover wurden 2013 in der Gamescom Art Gallery „Coverstrophen“ vorgestellt.
- Auf dem PlayStation-2-Cover des Spiels Peter Pan’s Playground befand sich ein Artwork des Titels Kingdom Hearts.[9]
- Vor und nach dem Bestehen der Gruppe gab es Firmen mit demselben Namen. Von 1978 bis 1981 produzierte ein amerikanisches Unternehmen Videospiele, das am besten für das Spiel Bushido bekannt ist. 2019 gründete Klaas Kersting ein Entwicklerstudio in Deutschland mit dem gleichen Namen.[10]
- Paul Share gründete 1998 außerdem die Firma Midas Interactive.

## Bekanntes Personal

### Phoenix Games B.V. (2002–2010)
- Paul Share (CEO / Präsident)
- Willie (Will) Horden (Vertriebsleiter bis Februar 2005 / Geschäftsführer bis Juni 2009)
- Steve Share (Verkaufsleiter)
- Ilse van de Vossenberg Vogels (Produktionsadministratorin)
- Maarten van Schaik (Entwicklungsleiter)

### Phoenix Games LTD
- Mark Hustle (* Juli 1963) – Direktor seit 2013
- Simon Hamer (European Sales Manager)
- Ian Smith (UK Sales Manager)[11]

## Liste der veröffentlichten Filme

### Dingo Pictures Movies
- ...noch mehr Dalmatiner Als: Dalmatians 2, 3, 4 (PS1, PS2, Wii, DS)
- Das unglaubliche Fussballspiel der Tiere Als: Animalfootball (PS1), Animal Soccer World (PS2)
- Atlantis als: Atlantis (PS1), Imperium von Atlantis (PS2)
- Toys als: Toys (PS1), Kids Playground (PS1), The Toys Room (PS2)
- Abenteuer Im Land der Dinosaurier als: Dinosaurier (PS1), Dinosaur Adventure (PS2)
- Ein Fall für die Mäusepolizei als Detective Mouse (PS1), The Mouse Police (PS2)
- Herkules als Herkules (PS1)
- Winkie der kleine Bär als Winky the Little Bear (PS1)
- Der König der Tiere: Das Grosse Abenteuer als: Son of the Lion King (PS2), Lion and the King 2 (PS1) Lion and the King 3 (DS)

### Andere Filme
- Peter Pan (PS2) / Peter Pans Playground (Wii, DS)
- Snow White and the 7 Clever Boys (PS2) / Princess Snow White (Wii)
- Cinderella (Wii, PS2) / Cinderellas Fairy Tale (Wii)
- Pinocchio (PS2) / Adventures of Pinocchio (Wii, DS)
- Mulan (PS2)

## Veröffentlichte Spiele

### Sony PlayStation
- All Star Action
- 12. April 2001(?): Checkmate 2
- Januar 2003: Cindy’s Caribian Holiday
- Januar 2003: Cindy’s Fashion World
- 14. März 2003: All Star Watersports
- 14. März 2003: Trickshot 7 Games
- 28. März 2003: Football Madness
- 28. März 2003: Pro Backgammon
- 1. Mai 2003: Rox
- 27. Juni 2003: Hot Shot
- 27. Juni 2003: King Of Bowling 3
- 8. August 2003: Baldies
- 8. August 2003: Block Buster
- 15. November 2003: 5 Star Racing
- 2003: Ballerburg: Castle Chaos
- 2003: Buttsubushi
- 2003: Destructo 2
- 2003: Flying Squadron
- 2003: Paradise Casino
- 2003: Superbike Masters
- 2. März 2004: Robin Hood: The Siege
- 9. August 2004: Space Rider
- 9. August 2004: Truck Rally
- 12. August 2004: Sonic Wings Special
- 19. August 2004: Omega Assault
- 15. November 2004: Jet Ace
- 2004: Rhythm Beat
- 2004: Silent Iron
- 2004: Wanted
- 2005: SHOOT
- Robopit 2

### Sony PlayStation 2
- 2001 (?): Road Rage 3
- 2001 (?): Homerun
- 2003: Cool Shot
- 31. August 2004: Kidz Sports Basketball
- 8. Oktober 2004: Xtreme Speed
- 22. Oktober 2004: Furry Tales
- 5. November 2004: RC Toy Machines
- 19. November 2004: Arcade Action: 30 Games
- 2004: European Tennis Pro
- 2004: Air Raid 3
- 25. Februar 2005: Crazy Golf
- 4. März 2005: X-treme Quads
- 25. März 2005: Board Games Gallery
- 25. März 2005: Vegas Casino 2
- 25. März 2005: Monster Trux Extreme
- 24. Juni 2005: Shadow of Ganymede
- 15. Juli 2005: Doomsday Racers
- 15. Juli 2005: Hamster Heroes
- 30. September 2005: Urban Constructor
- 2005: Finkles World
- 2005: Girl Zone
- 2005: Habitrail Hamster Ball
- 2. Januar 2006: Saint & Sinner
- 21. April 2006: Arcade USA
- 21. April 2006: Obliterate
- 28. Juni 2006: Puzzle Party: 10 Games
- Juni 2006: Search & Destroy
- 28. Juli 2006: 21 Card Games
- 28. Juli 2006: City Soccer Challenge
- 28. Juli 2006: London Cap Challenge
- 28. Juli 2006: Maniac Mole
- 29. September 2006: Carwash Tycoon
- 29. September 2006: Chemist Tycoon
- 6. Oktober 2006: Downhill Slalom
- 6. Oktober 2006: G-Force
- 6. Oktober 2006: Robin Hood: The Siege 2
- 6. Oktober 2006: Snow Rider
- 13. Oktober 2006: Combar Ace
- 13. Oktober 2006: D-Unit Drift Racing
- 27. Oktober 2006: Clumsy Slumsy
- 27. Oktober 2006: Drag Racer USA
- 3. November 2006: K.O. King
- 24. November 2006: Hansel & Gretel
- 24. November 2006: Swat Siege
- 8. Dezember 2006: Snooker 147
- 8. Dezember 2006: Space Rebellion
- 11. Dezember 2006: ¡Qué pasa Neng! El videojuego
- 2006: Game Galaxy 2
- 2006: Guerilla Strike
- 2006: Hoppie
- 2006: Jello
- 2006: Kiddies Party Pack
- 2006: Retro
- 2006: Speed Machines III
- 2006: Speedboat GP
- 2006: Superbike FP
- 2006: Turbo Trucks
- 2006: WWC: World Wrestling Championship
- 12. Januar 2007: Dead Eye Jim
- 12. Januar 2007: Street Warrior
- 26. Januar 2007: Power Volleyball
- 26. Januar 2007: Transworld Skateboarder
- 9. Februar 2007: White Van Racer
- 9. März 2007: American Pool II
- 9. März 2007: MOTO X MANIAC
- 20. April 2007: Go Kart Rally
- 20. April 2007: Monster Eggs
- 20. April 2007: Skateboard Madness Xtreme Edition
- 20. April 2007: Sniper Assault
- 10. August 2007: Marble Chaos
- 12. Oktober 2007: Roller Coaster Funfare
- 16. November 2007: Myth Makers: Super Kart GP
- 1. Dezember 2007: Crabby Adventure
- 1. Dezember 2007: Gecko Blaster
- 1. Dezember 2007: Iron Chef
- 1. Dezember 2007: Steam Express
- 2007: Cartoon Kingdom
- 2007: Caveman Rock
- 2007: Extreme Sprint 3010
- 2007: Fruitfall
- 2007: Mambo
- 2007: Ocean Commander
- 2007: Offroad Extreme
- 2007: Pro Biker 2
- 2007: Wacky Zoo GP
- 14. March 2008: Myth Makers: Orbs of Doom
- 15. Mai 2008: Kidz Sports Ice Hockey
- 15. Mai 2008: Kidz Sports International Soccer
- Dynamite 100 (100 in 1 Game)
- Paccie

### PC
- 2010: LKW Simulator 2010
- 2010: Go Kart Simulator Championship 2010
- 2010: Motorcross Simulator Championship 2010
- Stable Masters 2
- Ballerburg
- Rhythm Beat
- Trickshot 7 „Games“
- Drone Odyssey
- Dark Angæl
- Space Rebellion
- Go Cart Racer
- Casino 59
- Sport 9
- Classic 17

### Nintendo DS
- 12 (12 Games)
- Polar Rampage
- Valentines Day
- Iron Chef II
- War of Heaven
- Veggy World
- Rat-a-box
- Monster Eggs 2
- Love Heart
- Jungle Gang
- Coral Savior

### Nintendo Wii
- Hoppie 2
- Monster Egg 2
- Caveman Rock 2
- Saint & Sinner 2
- Ocean Commander 2

### PSP (unreleased)
- Peter Pan
- Board Game Gallery (angekündigt 2004)[12]
- King of Pool
- Card Shark 3
- Vegas Casino 2

### Other
- Twin
- Space Ace by Don Bluth (DVD)
- Who shot Johnny Rock (DVD)